# 엔투비
주식회사 엔투비는 POSCO 자회사로서 소모성 자재를 통칭하는 MRO(Maintenance Repair Operation)에 대한 기업간 전자상거래를 사업을 운영 하는 대한민국 기업이다.
2000년 8월 POSCO, KT, 한진, 현대그룹, KCC그룹 등 5개 그룹의 25개사가 160억 규모로 공동 출자했다.

## 연혁
- 2000년 8월 POSCO, KT, 한진, 현대그룹, KCC그룹 등 26개사가 자본금 160억 출자하여 설립.
- 2001년 6월 전자카탈로그 10만 품목 구축
- 2001년 9월 온라인 거래액 500억 달성
- 2002년 1월 김봉관 사장 취임
- 2002년 9월 KT 사용자직접구매 서비스(DP) 국내 최초 개발 및 서비스 개시
- 2003년 1월 e-Biz 추진 선도기업 선정(산업자원부, 전경련연합회)
- 2003년 9월 국내 최초 품명 인덱스 검색기법 서비스 개발, 국내 최초 Punch Out 시스템 개발 및 적용
- 2004년 1월 포항, 광양 Supply Center 개소
- 2004년 11월 2004년 대한민국 emarketplace부문 전자상거래 대상 수상
- 2004년 12월 한국 e-비지니스 대상 최우수상(국무총리상) 수상
- 2004년 매출 3,700억 달성 및 벤처기업 매출액 기준 4위 등록
- 2005년 7월 고속성장기업 50 동상 수상 (주관: 산업자원부장관)
- 2005년 12월 아시아태평양 지역 500대 고속성장기업 2005 수상 (주관: Deloitte Touche Tohmastsu)
- 2006년 4월 벤처 3,000억원 클럽 회원 등록 - 4위 수상(매출 3,700억)
- 2006년 6월 인터넷 그랑프리 EC/B2B 부문 대상 수상 (주관: 신산업경영원)
- 2006년 9월 서울보증보험과 사업제휴를 통한 금융통합형 e마켓플레이스 '유비노바' 오픈
- 2007년 10월 중소기업 대상 무이자 구매자금 지원 프로그램 '유비노바' 누적 거래액 800억[1]
- 2008년 1월 서울시청 거래시작
- 2008년 1월 인천지하철공사 공급계약 체결
- 2008년 12월 新금융통합형 e마켓플레이스 '코업비즈' 출범
- 2009년 1월 '광주지하철공사' 공급계약 체결
- 2009년 3월 박종식 사장 취임
- 2009년 5월 포스코그룹 계열사 편입
- 2009년 6월 'World Best B2B Marketplace' 신비전 선포
- 2009년 8월 KEB(외환은행) 구매대행 사업자 선정
- 2010년 2월 (주)케이씨씨 전국 13개 사업장 통합 구매 시행
- 2010년 3월 본사 이전 (강남구 역삼동 648-23 역삼빌딩 5/6층)
- 2010년 7월 포항, 광양 물류 Supply Center 준공
- 2010년 10월 POSCO, KT지분 인수
- 2010년 10월 창립 10주년 기념식 및 신 Vision 선포식

## 사업 영역
- 구매대행: 대기업 위주의 기업 소모성 자재(MRO) 물품 구매대행
- 유비노바: 금융통합형 e마켓플레이스 (중소기업 구매자금 대출 지원)
- 기업용 쇼핑몰
- 역경매(Reverse Auction): 일시 대량,고액 구매시 활용 가능한 온라인 입찰 서비스

## 취급 품목
- 소모성 자재: 안전의학, 공장용품, 연마 용접물품, 석유 화학제품, 소방용품, 작업복, 시약류
- 원부자재: 원자재, 철강재, 건축자재, 연료
- 통신/네트워크: 선로/관로, 통신용품, 무전기, 네트워크 장비, 통신단말기
- 정비용 자재: 수공구, 동력공구, 절삭공구, 측정공구, 체결/고정용품, 볼트너트, 실험측정장비, 측정기기
- 운영 자재: 공압장비, 타이어, 기어, 펌프, 모터, 벨트, 컨베이어, 포장용 물품
- 오피스용 물품: 문구 사무용품, 카메라, 프로젝터, 토너, 가구, 인쇄물, 복사지, 개인비품